# Мартинес, Бренда
Бренда Мартинес — американская легкоатлетка, которая специализируется в беге на средние дистанции. Бронзовая призёрка чемпионата мира 2013 года в беге на 800 метров с личным рекордом 1.57,91. На чемпионате мира в помещении 2012 года выступала на дистанции 1500 метров, но не вышла в финал.
Серебряная призёрка чемпионата США 2012 года в помещении на дистанции 1500 метров — 4.15,11.
По этнической принадлежности относится к мексиканцам.

## Достижения
Бриллиантовая лига
- 2013:  Adidas Grand Prix 1500 метров — 4.06,25
- 2013:  Prefontaine Classic 800 метров — 1.58,18
- 2013:  Herculis 1500 метров — 4.00,94
- 2013:  London Grand Prix 800 метров — 1.58,19

## Сезон 2014 года
5 июня заняла 5-е место на Golden Gala — 2.00,44.